# William Waidoe
William Waidoe is een Surinaams politicus. Hij was voorzitter van de afdeling Nickerie voor de KTPI. In 2014 stapte hij over naar Pertjajah Luhur (PL) en het jaar erna werd hij gekozen tot lid van De Nationale Assemblée (DNA). In 2019 stapte hij over naar de NDP.

## Biografie
Waidoe begon zijn politieke loopbaan bij de KTPI, waarvoor hij in 2014 partijvoorzitter voor het district Nickerie was. In die tijd werkte hij als procuratiehouder voor De Surinaamsche Bank in Nickerie.
In januari van dat jaar stapte hij over naar de PL van Paul Somohardjo. Voor deze partij deed hij tijdens de verkiezingen van 2015 mee op nummer 2 van de partijalliantie V7 in Nickerie. Tijdens de verkiezingen wist hij 3038 kiezers achter zich te krijgen. Ondanks dat hij 297 stemmen minder kreeg dan Harriët Ramdien, die voor de VHP op de lijst van V7 deelnam, waren die voor Waidoe voldoende om gekozen te worden tot lid van DNA. Hij was daarmee de jongste kandidaat voor DNA ooit.
Tijdens zijn parlementslidmaatschap waren er terugkerend geruchten dat het niet boterde tussen hem en Somohardjo en dat hij wilde overstappen naar de NDP. In 2016 ontzenuwde hij dit tijdens een massabijeenkomst van de PL in Wanica met de woorden: "Ze dachten dat Waidoe ook zou overlopen, maar ik ben geen politieke hoer." In mei 2019 maakte hij in DNA niettemin alsnog de overstap bekend. Hier wachtte hem een kil ontvangst van Rashied Doekhi, een prominent NDP'er en eveneens afkomstig uit Nickerie. Bouterse reageerde niettemin "erg blij" met zijn komst. "Ik weet wat ik heb aan Waidoe", aldus de president.
Tijdens de verkiezingen van 2020 stond hij op een onverkiesbare plaats 3 in Nickerie.Tijdens de verkiezingen van 2025 stond hij op nummer 46 van de lijst van de NDP en verwierf hij opnieuw geen zetel.